# Європейський кіноприз 2015
28-ма щорічна церемонія вручення премії «Європейський кіноприз» за досягнення в європейському кінематографі відбулася 12 грудня 2015 року у Берліні, Німеччина. Переможців обиратимуть понад 2 500 членів Європейської кіноакадемії.

## Список номінантів

### Найкращий фільм
| Українська назва                               | Оригінальна назва                                  | Режисер(и)          | Країна виробництва                                 |
| ---------------------------------------------- | -------------------------------------------------- | ------------------- | -------------------------------------------------- |
| Лобстер                                        | The Lobster                                        | Йоргос Лантімос     | Ірландія Велика Британія Греція Франція Нідерланди |
| Мустанг                                        | Mustang                                            | Деніз Ґамзе Ерґювен | Франція Німеччина Туреччина Катар                  |
| Голуб сидів на гілці, роздумуючи про існування | En duva satt på en gren och funderade på tillvaron | Рой Андерссон       | Швеція Норвегія Франція Німеччина                  |
| Барани                                         | Hrútar                                             | Ґрімур Хаконарсон   | Ісландія                                           |
| Вікторія                                       | Victoria                                           | Себастьян Шиппер    | Німеччина                                          |
| Юність                                         | Youth                                              | Паоло Соррентіно    | Італія Франція Швейцарія Велика Британія           |

### Найкращий комедійний фільм
| Українська назва                               | Оригінальна назва                                  | Режисер(и)    | Країна виробництва                |
| ---------------------------------------------- | -------------------------------------------------- | ------------- | --------------------------------- |
| Сім'я Бельє                                    | La famille Bélier                                  | Ерік Лартіґо  | Франція                           |
| Надновий заповіт                               | Le Tout Nouveau Testamen                           | Сільві Оліві  | Бельгія Франція Люксембург        |
| Голуб сидів на гілці, роздумуючи про існування | En duva satt på en gren och funderade på tillvaron | Рой Андерссон | Швеція Норвегія Франція Німеччина |

### Найкращий документальний фільм
| Українська назва          | Оригінальна назва    | Режисер(и)         | Країна виробництва                                 |
| ------------------------- | -------------------- | ------------------ | -------------------------------------------------- |
| Емі                       | Amy                  | Азіф Кападіа       | Велика Британія                                    |
| Танцюючи з Марією         | Dancing with Maria   | Іван Герголет      | Італія Аргентина Словенія                          |
| Погляд тиші               | Senyap               | Джошуа Оппенгеймер | Велика Британія Данія Фінляндія Норвегія Індонезія |
| Сирійська історія кохання | A Syrian Love Story  | Шон Макаллістер    | Велика Британія Франція                            |
| Тото і його сестри        | Toto and His Sisters | Александр Нанэу    | Румунія Угорщина                                   |

### Найкращий анімаціонний фільм
| Українська назва | Оригінальна назва     | Режисер(и)                  | Країна виробництва                        |
| ---------------- | --------------------- | --------------------------- | ----------------------------------------- |
| Адама            | Adama                 | Сімон Рубі                  | Франція                                   |
| Баранчик Шон     | Shaun the Sheep Movie | Марк Бертон, Річард Старзак | Велика Британія Франція                   |
| Пісня моря       | Song of the Sea       | Томм Мур                    | Ірландія Бельгія Данія Франція Люксембург |

### Нагорода глядачів за найкращий європейський фільм
| Українська назва                               | Оригінальна назва                                  | Режисер(и)                             | Країна виробництва                |
| ---------------------------------------------- | -------------------------------------------------- | -------------------------------------- | --------------------------------- |
| Голуб сидів на гілці, роздумуючи про існування | En duva satt på en gren och funderade på tillvaron | Рой Андерссон                          | Швеція Норвегія Франція Німеччина |
| Форс-мажор                                     | Turist                                             | Рубен Естлунд                          | Швеція Норвегія Франція Данія     |
| Левіафан                                       | Левиафан                                           | Андрій Звягінцев                       | Росія                             |
| Малий острів                                   | La isla mínima                                     | Альберто Родрігес                      | Іспанія                           |
| Самба                                          | Samba                                              | Ерік Толедано, Олів'є Накаш            | Франція                           |
| Божевільне весілля                             | Qu'est-ce qu'on a fait au Bon Dieu ?               | Філіп де Шоврон                        | Франція                           |
| Гра в імітацію                                 | The Imitation Game                                 | Мортен Тильдум                         | Велика Британія США               |
| Сіль Землі                                     | Le Sel de la Terre                                 | Вім Вендерс, Джуліано Рібейру Сальгаду | Франція                           |
| Вікторія                                       | Victoria                                           | Себастьян Шиппер                       | Німеччина                         |
| Білий Бог                                      | Fehér isten                                        | Корнель Мундруцо                       | Угорщина Швеція Німеччина         |

### Європейське відкриття— Приз ФІПРЕССІ
| Українська назва      | Оригінальна назва        | Режисер(и)                    | Країна виробництва                |
| --------------------- | ------------------------ | ----------------------------- | --------------------------------- |
| Я бачу, я бачу        | Ich seh Ich seh          | Вероніка Франц, Северин Фіала | Австрія                           |
| Лімбо                 | Song of the Sea          | Томм Мур                      | Німеччина Данія                   |
| Мустанг               | Mustang                  | Деніз Ґамзе Ерґювен           | Франція Німеччина Туреччина Катар |
| Строго на захід       | Slow West                | Джон Маклін                   | Велика Британія Нова Зеландія     |
| Влітку він живе внизу | Im Sommer wohnt er unten | Том Зоммерлатте               | Німеччина Франція                 |

### Найкращий режисер
| Лауреат             | Фільм                                          | Оригінальна назва                                  | Країна    |
| ------------------- | ---------------------------------------------- | -------------------------------------------------- | --------- |
| Малгожата Шумовська | Тіло                                           | Ciało                                              | Польща    |
| Йоргос Лантімос     | Лобстер                                        | The Lobster                                        | Греція    |
| Нанні Моретті       | Моя мати                                       | The Lobster                                        | Італія    |
| Рой Андерссон       | Голуб сидів на гілці, роздумуючи про існування | En duva satt på en gren och funderade på tillvaron | Швеція    |
| Себастьян Шиппер    | Вікторія                                       | Victoria                                           | Німеччина |
| Паоло Соррентіно    | Юність                                         | Youth                                              | Італія    |

### Найкращий сценарист
| Лауреат                           | Фільм                                          | Оригінальна назва                                  | Країна          |
| --------------------------------- | ---------------------------------------------- | -------------------------------------------------- | --------------- |
| Раду Жуде, Флорін Лазареску       | Браво!                                         | Aferim!                                            | Румунія         |
| Алекс Ґарленд                     | Ex Machina                                     | Ex Machina                                         | Велика Британія |
| Ендрю Гей                         | 45 років                                       | 45 Years                                           | Велика Британія |
| Ефтиміс Філіппоу, Йоргос Лантімос | Лобстер                                        | The Lobster                                        | Греція          |
| Рой Андерссон                     | Голуб сидів на гілці, роздумуючи про існування | En duva satt på en gren och funderade på tillvaron | Швеція          |
| Паоло Соррентіно                  | Юність                                         | Youth                                              | Італія          |

### Найкращий актор
| Лауреат          | Фільм                        | Оригінальна назва                   | Країна          |
| ---------------- | ---------------------------- | ----------------------------------- | --------------- |
| Майкл Кейн       | Юність                       | Youth                               | Велика Британія |
| Том Кортні       | 45 років                     | 45 Years                            | Велика Британія |
| Колін Фаррелл    | Лобстер                      | The Lobster                         | Ірландія        |
| Крістіан Фрідель | Ельзер — міг би змінити світ | Elser – Er hätte die Welt verändert | Німеччина       |
| Венсан Ліндон    | Закон ринку                  | La Loi du marché                    | Франція         |

### Найкращий акторка
| Лауреат           | Фільм      | Оригінальна назва | Країна               |
| ----------------- | ---------- | ----------------- | -------------------- |
| Маргеріта Бай     | Моя мати   | Mia madre         | Італія               |
| Лая Коста         | Вікторія   | Victoria          | Іспанія              |
| Шарлотта Ремплінг | 45 років   | 45 Years          | Велика Британія      |
| Алісія Вікандер   | Ex Machina | Ex Machina        | Швеція               |
| Рейчел Вайс       | Юність     | Youth             | Велика Британія/ США |

### Нагорода молодіжного журі
| Українська назва     | Оригінальна назва     | Режисер(и)           | Країна виробництва |
| -------------------- | --------------------- | -------------------- | ------------------ |
| Невидимий хлопчик    | Il ragazzo invisibile | Габрієле Сальваторес | Італія             |
| Моя худорлява сестра | Min lilla syster      | Санна Ленкен         | Швеція Німеччина   |
| Ви теж бридкі        | You're Ugly Too       | Марк Нунан           | Ірландія           |

### Найкраща операторська робота
| Лауреат       | Фільм          | Оригінальна назва | Країна  |
| ------------- | -------------- | ----------------- | ------- |
| Мартін Гшлахт | Я бачу, я бачу | Ich seh Ich seh   | Австрія |

### Найкращий монтаж
| Лауреат     | Фільм | Оригінальна назва | Країна |
| ----------- | ----- | ----------------- | ------ |
| Яцек Дросіо | Тіло  | Ciało             | Польща |

### Найкраща робота художника-постановника
| Лауреат      | Фільм            | Оригінальна назва        | Країна  |
| ------------ | ---------------- | ------------------------ | ------- |
| Сільві Оліві | Надновий заповіт | Le Tout Nouveau Testamen | Франція |

### Найкращий дизайн костюмів
| Лауреат         | Фільм   | Оригінальна назва | Країна          |
| --------------- | ------- | ----------------- | --------------- |
| Сара Бленкінсоп | Лобстер | The Lobster       | Велика Британія |

### Найкращий композитор
| Лауреат    | Фільм            | Оригінальна назва    | Країна          |
| ---------- | ---------------- | -------------------- | --------------- |
| Cat's Eyes | Герцог Бургундії | The Duke of Burgundy | Велика Британія |

### Найкращий звукорежисер
| Лауреат                         | Фільм                   | Оригінальна назва                | Країна     |
| ------------------------------- | ----------------------- | -------------------------------- | ---------- |
| Васко Піментель, Мігель Мартінс | Тисяча й одна ніч I-III | As Mil e uma noites – Vol. I-III | Португалія |

### Нагорода Європейської кіноакадемії за внесок у світове кіномистецтво
| Лауреат       | Професія       | Країна            |
| ------------- | -------------- | ----------------- |
| Крістоф Вальц | Актор, режисер | Німеччина Австрія |

### Нагорода за кар'єрні досягнення
| Лауреат           | Професія | Країна          |
| ----------------- | -------- | --------------- |
| Шарлотта Ремплінг | Акторка  | Велика Британія |

### Найкращий короткометражний фільм
| Українська назва                            | Оригінальна назва                      | Режисер(и)                                 | Країна виробництва          |
| ------------------------------------------- | -------------------------------------- | ------------------------------------------ | --------------------------- |
| Дисонанс                                    | Dissonance                             | Тілл Новак                                 | Німеччина                   |
| E.T.E.R.N.I.T.                              | E.T.E.R.N.I.T.                         | Джованні Алой                              | Франція                     |
| Польові дослідження                         | Field Study                            | Єва Вебер                                  | Велика Британія             |
| Kung Fury                                   | Kung Fury                              | Девід Сендберг                             | Швеція                      |
| Послухайте                                  | Kuuntele                               | Хами Рамезан, Рунгано Ніоні                | Данія Фінляндія             |
| Наше тіло                                   | Naše telo                              | Дане Комліен                               | Сербія Боснія і Герцеговина |
| Через                                       | Over                                   | Йорн Трелфолл                              | Велика Британія             |
| Пікнік                                      | Piknik                                 | Юре Павлович                               | Хорватія                    |
| Посміхнись, і світ посміхнеться у відповідь | Im tekhayekh, ha'Olam yekhayekh elekha | Йоав Гросс, Ехаб Тарабіх, сім'я Аль-Хаддад | Ізраїль Палестина           |
| Син вовка                                   | Fils du loup                           | Лола Квіворон                              | Хорватія                    |
| Символічні загрози                          | Symbolic Threats                       | Міша Лейнкоф, Латц Генке, Маттіас Вермке   | Франція                     |
| Бігун                                       | El corredor                            | Хосе Луїс Монтесінос                       | Іспанія                     |
| Перекладач                                  | Çevirmen                               | Емре Каїс                                  | Велика Британія Туреччина   |
| Це місце ми називаємо своїм домом           | This Place We Call Our Home            | Тора Лоренцен, Сибілла Туксен              | Данія                       |
| Вашингтонія                                 | Washingtonia                           | Константіна Коцамані                       | Греція                      |